# ماركا بولندية
الماركا البولندية كانت العملة المؤقتة المتداولة في مملكة بولندا وجمهورية بولندا خلال الفترة ما بين عامي 1917-1924. كانت الماركا البولندية الواحدة تُقسّم إلى 100 وحدة أصغر تُعرف باسم الفينيغو، والذي صُمّم على غرار البفنغ الألماني،

## التاريخ

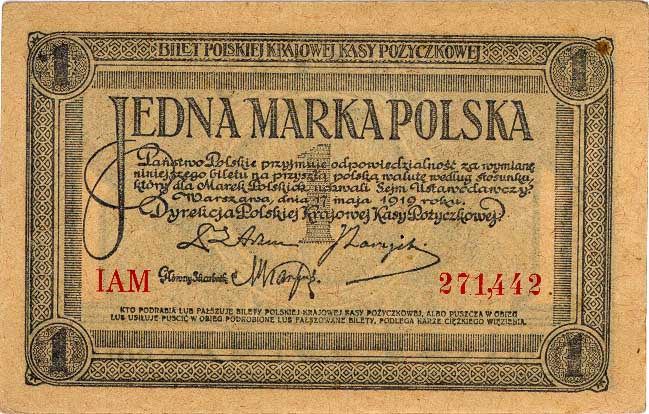
عملة ورقية نادرة من فئة ماركا بولندية واحدة طُبعت عام 1919، عندما لم يكن اسم وبنية الدولة البولندية الجديدة مؤكدين بعد، وبالتالي حملت العملة التسمية المحايدة "الدولة البولندية"

احتلت قوات المحور، خلال الحرب العالمية الأولى عام 1915، وبعد هزيمة الروس، كامل الأراضي التابعة لكونغرس بولندا السابق، وعينت لها حاكمين عامين، أحدهما كان الألماني هانز هارتفيغ فون بيسيلر في وارسو، والآخر هو النمساوي-المجري كارل كوك في لوبلين. وعندما أصبحت الإدارة المدنية للبلاد في أيدي مسؤولين ألمان (معظمهم من بروسيا) ونمساويين (معظمهم من بولندا) أصبح هُناك أربعة عُملات متداولة في بولندا، وهي الروبل الروسي، والمارك الورقي، والروبل النمساوي، والكرونة النمساوية المجرية. وفي 9 ديسمبر (كانون الأول) من العام التالي، وبعد مشاورات مع النمساويين، أعلن رئيس الإدارة الألمانية في بولندا، فولفغانغ فون كريس، تأسيس بنك جديد عُرف باسم بنك القروض البولندي، وطرح عملة نقدية جديدة أطلق عليها اسم الماركا البولندية بحيث تُعادل قيمتها قيمة المارك الألماني. وقد ضمن بنك الرايخ الألماني استقرار العملة الجديدة بما يصل إلى مليار مارك ألماني. وفي عام 1917، طُرحت عملات معدنية جديدة من فئات فرنك واحد، و5 فرنكات، و10 فرنكات، و20 فرنكًا، كما طُرحت نقود ورقيّة من فئات النصف فرنك، والفرنك الواحد، و2 فرنك، و5 فرنكات، و10 فرنكات، و20 فرنكًا، و50 فرنكًا، و100 فرنك، و500 فرنك، و1000 فرنك، وبدأت تحل محل جميع العملات التي كانت مُتداولة سابقًا داخل منطقة الكونغرس البولندي. كانت جميع الأوراق النقدية التي طُرحت بيضاء اللون، تحمل شعار النسر الأبيض البولندي على خلفية حمراء. وعند توقيع هدنة 11 نوفمبر (تشرين الثاني) 1918، كان هناك 880 مليون ماركًا بولندية متداولة بالفعل. وقررت الحكومة البولندية الجديدة الإبقاء على الماركا البولندية كعملة وطنية، والسماح لبنك القروض بمواصلة العمل. وفي العام التالي، استُبدلت النقود الورقية الألمانية الصنع التي كانت متداولة آنذاك بنقود ورقية جديدة مطبوعة محليًا، تحمل زخارف تاريخية بولندية، فعلى سبيل المثال، وُضعت صورة الملكة جادويغا على أوراق النقد من فئة 1 ماركا بولندية و20 ماركا بولندية و500 ماركا بولندية، بينما وُضعت صورة تاديوش كوسيوسكو على النقود الورقية من فئة 5 ماركات بولندية و10 ماركات بولندية و100 ماركا بولندية و1000 ماركا بولندية. كان من المقرر كذلك إصدار عملة معدنية مصنوعة من الفضة من فئة 50 ماركا بولندية، لكنها لم تُصدر بسبب التضخم المتسارع.
دخلت بولندا، والتي عانت من دمار شامل بعد 123 عامًا من التقسيم، وبعد 5 سنوات من الحرب، في سلسلة من الصراعات المسلحة، مما زاد من شلل الاقتصاد. وفي عام 1920، خلال الحرب البولندية البلشفية، بدأ تداول نقود ورقة جديدة من فئة نصف ماركا بولندية، والتي كانت تحمل صورة تاديوش كوسيوسكو ومن فئة 5000 ماركا بولندية، والتي كانت تحمل صورة الملكة جادويغا مع صورة تاديوش كوسيوسكو. وبلغ حجم تداول هذه العملات 5 مليارات ماركا بولندية. إلا أن الأزمة تفاقمت في السنوات التالية، وبحلول عام 1922 بدأت فترة من التضخم المدمر تضرب مملكة بولندا. وكان هناك في ذلك الوقت 207 مليارات ماركا بولندية متداولة. وأصبح من الضروري طباعة نقود ورقية من فئة 10,000 ماركا بولندية و50,000 ماركا بولندية. في بداية العام التالي، ازداد التضخم زخمًا وسرعة، لذلك طُرحت أوراق نقدية من فئات أكبر، وهي الأوراق النقدية من فئة 100,000 ماركا بولندية وفئة 250,000 ماركا بولندية وفئة 500,000 ماركا بولندية وفئة 1,000,000 ماركا بولندية، ثُم أتبع ذلك بطرح نقود ورقية من فئة 5,000,000 ماركا بولندية و10,000,000 ماركا بولندية في وقت لاحق من نفس العام.

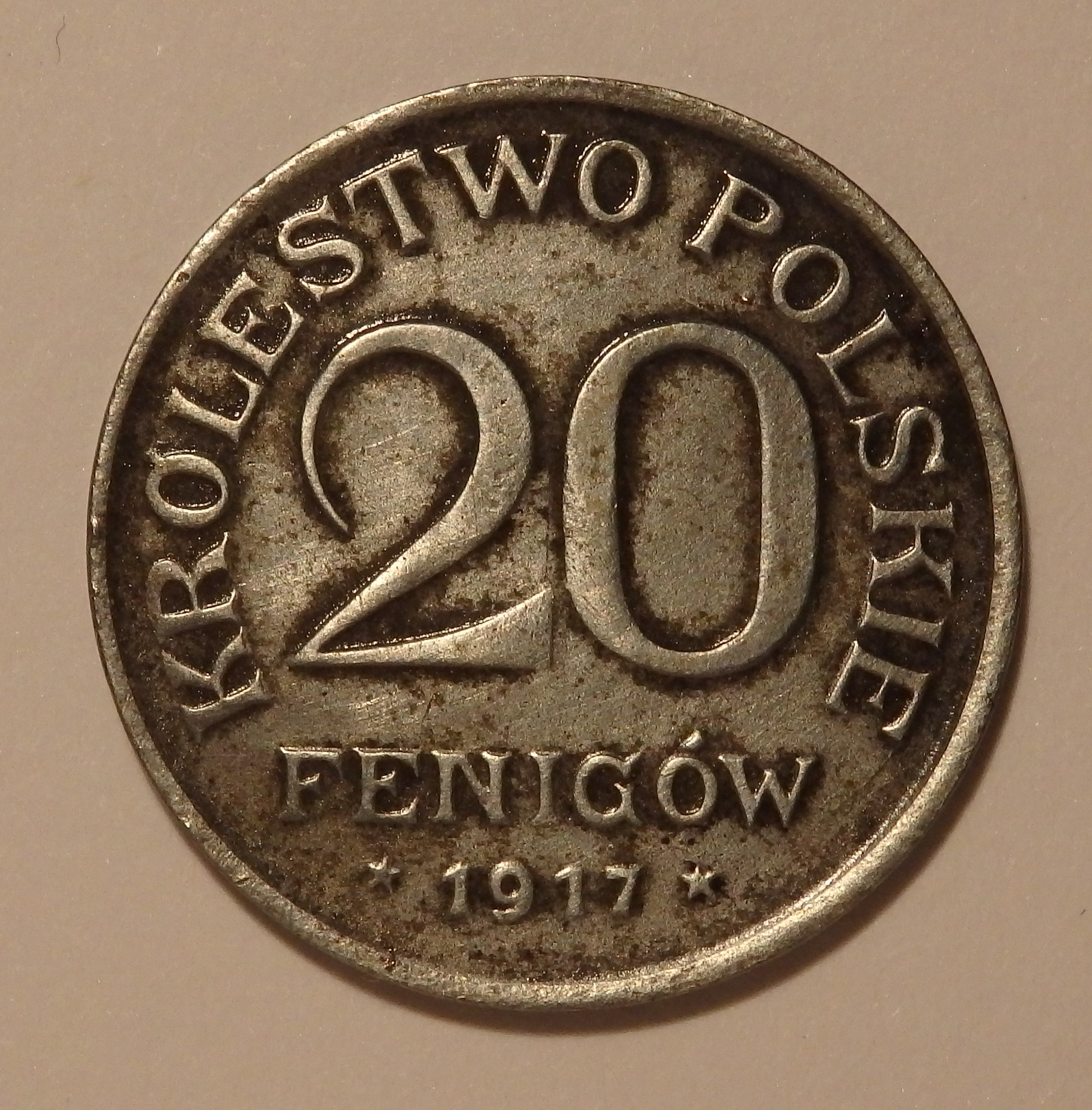
عملة معدنية من فئة 20 بفنغ

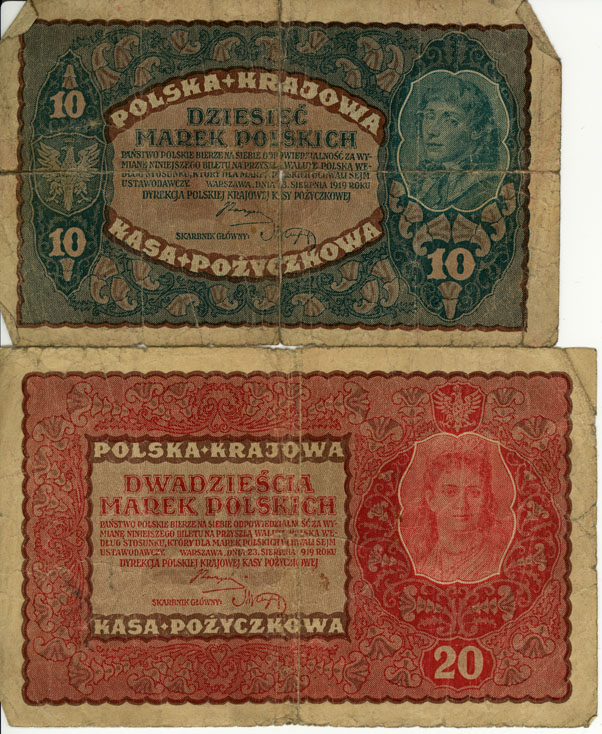
عملتان ورقيتان من فئات 10 و20 ماركا بولندية تعود إلى عام 1919

في أوائل عام 1924، طُبقّت مجموعة الإصلاحات المالية التي وضعها السياسي والاقتصادي فلاديسلاف جرابسكي، وأعلن بنك بولسكي باعتباره البنك المركزي الجديد لبولندا، والذي استبدل عملة الماركا البولندية بعملة جديدة قائمة على الذهب، وهي الزلوتي البولندي، والتي قًدّر سعر صرف الزلوتي البولندي الواحد منها 1,800,000 ماركا بولندية. وكان سعر صرف الدولار الأمريكي الواحد آنذاك يساوي 5.18 زلوتي بولندي، أي ما يعادل 9,324,000 ماركا بولندية.